# حافظ‌نامه
حافظ‌نامه کتابی از بهاء الدین خرمشاهی است که در سال ۱۳۶۶ منتشر و در مراسم کتاب سال جمهوری اسلامی ایران به‌عنوان کتاب برگزیده معرفی شد.